# Anerkennung ausländischer Berufsqualifikationen
Die Anerkennung ausländischer Berufsqualifikationen ist im Sinne des Berufsrechts die Erlaubnis, eine in einem Staat erworbene Berufsqualifikation in einem anderen Staat einzusetzen. Regelungen zur Anerkennung von im Ausland erworbenen Berufsabschlüssen sollen eine stärkere Mobilität im Bildungs- und Arbeitsmarkt ermöglichen. Behörden oder Arbeitgeber im Ausland können für die Ausübung eines Berufes beispielsweise einen Certificate of professional qualification verlangen.
Die Anerkennung kann durch zwischenstaatliche Verträge, beispielsweise durch Freihandelsabkommen, geregelt sein.
Berufsverbände weisen darauf hin, dass eine Anerkennung nur dann erfolgen sollte, wenn tatsächlich ein gleichwertiges Ausbildungsniveau vorliegt.
Eine Anerkennung der Qualifikationen kann dazu beitragen, eine Talentvergeudung und Dequalifikation infolge von Migration zu vermeiden.

## Europäische Union
In der Europäischen Union ist die Anerkennung von Berufsqualifikationen geregelt durch die Richtlinie 2013/55/EU, welche die Richtlinie 2005/36/EG über die Anerkennung von Berufsqualifikationen (Europäische Berufsanerkennungsrichtlinie) änderte. Auf Basis der 2013/55/EU gilt eine automatische Anerkennung der Berufsqualifikationen für eine begrenzte Zahl von Berufen, und für Reihe weiterer Berufe ist eine Anerkennung durch den Europäischen Berufsausweis (EBA) möglich. Der EBA ist ein elektronisches Verfahren zur Anerkennung von Berufsqualifikationen in einem anderen EU-Staat. Der EBA ermöglicht es, vorübergehend und gelegentlich in einem anderen EU-Land den Beruf auszuüben oder auch ihn dort dauerhaft auszuüben (berufliche Niederlassung).
Auch durch den Bologna-Prozess wurde eine europaweite Harmonisierung der Berufs- und Studienabschlüsse angestrebt. Der Europäische Qualifikationsrahmen (EQR) soll berufliche Qualifikationen und Kompetenzen in Europa vergleichbarer machen. Es handelt sich beim EQR um eine für die Mitgliedstaaten unverbindliche Empfehlung.
Ein Beispiel für die Stärkung internationaler Anerkennung von Berufsqualifikationen ist im Bereich des Ingenieurwesens der Titel „Europa Ingenieur“ (EUR ING) der Föderation Europäischer Nationaler Ingenieurverbände (FEANI).

## Deutschland
Auf Basis von § 17a AufenthG kann ein Ausländer zum Zweck der Anerkennung einer im Ausland erworbenen Berufsqualifikation unter bestimmten Umständen eine Aufenthaltserlaubnis für bis zu 18 Monate für eine Bildungsmaßnahme und eine anschließende Prüfung erhalten.
Es gibt Berufe, für deren Anerkennung nicht der Bund, sondern die Bundesländer zuständig sind. Landesrechtlich geregelt sind insbesondere der Lehrer- und der Erzieherberuf.
In Deutschland bestehen drei zentralen Informationsangebote zur Anerkennung ausländischer Berufsqualifikationen: das Portal Anerkennung in Deutschland, das BQ-Portal des Bundesministeriums für Wirtschaft und Energie sowie die Datenbank anabin der Kultusministerkonferenz:
- Das Netzwerk Integration durch Qualifizierung (IQ) entwickelte Strukturen zur Anerkennungs- und Qualifizierungsberatung im Zusammenhang mit dem Gesetz zur Verbesserung der Feststellung und Anerkennung im Ausland erworbener Berufsqualifikationen.[4] Das Forschungsinstitut Betriebliche Bildung betreibt die Fachstelle „Anerkennung von im Ausland erworbenen Berufsqualifikationen“ im Netzwerk IQ.
- Das BQ-Portal ist eine Online-Plattform, mit der Kammern und Unternehmen ausländische Aus- und Fortbildungsabschlüsse bewerten und einschätzen können.[3]
- In Deutschland ist die zentrale Stelle für die Bewertung ausländischer Qualifikationen die Zentralstelle für ausländisches Bildungswesen (ZAB) der Kultusministerkonferenz, mit der Datenbank anabin. Bei der Anerkennung im Ausland erworbener Schul- und Studienabschlüsse sowie der Anerkennung akademischer Grade spricht man von einer Nostrifikation.

Laut den Medien sind in Deutschland insgesamt etwa 1500 verschiedene Stellen für die Anerkennung ausländischer Berufsqualifikationen zuständig, von denen nur ein kleiner Teil in der Verantwortung des Bundes liege (Stand: November 2018).
In reglementierten Berufen können ausländische Fachkräfte vor der Anerkennung nicht tätig werden, sondern nur anderweitig tätig sein. Beispielsweise können geflüchtete Ärzte in Kliniken oder Arztpraxen hospitieren, Pflegekräfte können (eine Arbeitserlaubnis vorausgesetzt) als Helfende tätig sein oder im Rahmen eines freiwilligen sozialen Jahres beschäftigt werden.
In dem am 12. März 2018 zwischen der CDU, CSU und SPD unterschriebenen Koalitionsvertrag wurde unter VIII. Nr. 2 (Erwerbsmigration) vereinbart: „Eine  Gleichwertigkeitsprüfung der beruflichen bzw. akademischen Qualifikationen der Fachkräfte soll möglichst ohne lange Wartezeiten erfolgen.“ Ein Fachkräfteeinwanderungsgesetz, wie es gemäß dem im Herbst 2018 entstandenen Entwurf die Einwanderung von Fachkräften aus Drittstaaten regeln sollte, barg laut Medienangaben angesichts der Unterschiede in den Regelungen und der Zuständigkeit der Länder viel Konfliktpotenzial. Am 7. Juni 2019 verabschiedete der Bundestag in 2. und 3. Lesung ein Gesetzespaket zur Ordnung, Steuerung und Begrenzung von Migration, in den Medien als „Migrationspaket“ bezeichnet, welches Regelungen zur Erwerbsmigration und zum Asyl enthält, darunter das Fachkräfteeinwanderungsgesetz vom 15. August 2019 (BGBl. I S. 1307).
Am 17. Februar 2020 nahm die Zentrale Servicestelle Berufsanerkennung (ZSBA) in Bonn ihre Arbeit als Beratungsstelle für ausländische Fachkräfte auf. Dort sollen die Anfragen von Fachkräften aus dem Ausland nun gebündelt werden. Zuvor waren über tausend Servicestellen in ganz Deutschland mit den Verfahren zur Anerkennung ihrer Berufsabschlüsse befasst.

## Vereinigtes Königreich
Mit dem Brexit am 31. Dezember 2020 endet die automatische Anerkennung von Berufsqualifikationen zwischen EU-Staaten und dem Vereinigten Königreich.